# Mersada Bećirspahić
Mersada Bećirspahić (nacida el 8 de diciembre de 1957 en Bihać, Bosnia y Herzegovina, Yugoslavia) es una exjugadora de baloncesto yugoslava. Consiguió 2 medallas en competiciones oficiales con Yugoslavia.